# کودتای ۲۰۲۳ گابن
کودتای ۲۰۲۳ گابن (انگلیسی: 2023 Gabonese coup d'état) در ۳۰ اوت ۲۰۲۳ رخ داد. به دنبال نتایج بحث‌برانگیز و تنش‌های سیاسی بر سر انتخابات سراسری که در ۲۶ اوت برگزار شد، ارتش، رئیس‌جمهور منتخب علی بونگو اوندیمبا را که مجدداً به پیروزی رسید و در ۳۰ اوت اعلام شد، برکنار کرد.
این کودتا به حکومت ۵۶ ساله خانواده بونگو بر گابن پایان داد. همچنین این هشتمین کودتای موفقیت‌آمیز است که در غرب و مرکز آفریقا از سال ۲۰۲۰ تاکنون رخ داده‌است، این کودتا پس از موارد مشابه در مالی (دوبار)، چاد، گینه، بورکینافاسو (دوبار) و نیجر رخ می‌دهد.